# Oppidum de Saint-Pierre
L'oppidum de Saint-Pierre est un site archéologique située sur la commune de Martigues sur une butte située dans une plaine de la partie occidentale de la chaîne de collines de la Nerthe.

## Fouilles
Le site a été signalé pour la première au début du XIXe siècle et fouillé au sud de la colline en 1917 par l'archéologue Henri de Gérin-Ricard, concernant un temple ou mausolée gallo-romain, comportant deux autels dédiés aux empereurs Tibère et Caligula, par un notable local :  Sextius Aelanius Pisinus. Il fut ensuite largement fouillé par Charles Lagrand de 1973 à 1987, révélant l'acropole de l'oppidum. Enfin, des fouilles furent menées de 1989 à 1993, mettant au jour des constructions antiques sur le côté nord de la butte, menacées par le développement du cimetière actuel. Puis à partir de 1998 jusqu'à aujourd'hui. Elles ont révélé un important village gaulois, du peuple des Avatiques, à l'échelle de la Provence, au sud et à l'ouest du tertre.
Depuis 2005 des travaux de protection et de mise en valeur sont réalisés, pour permettre aux visiteurs une meilleure approche et lecture de l'architecture et du mode de vie des populations celtiques de la Provence.

## Vestiges
Un des traits exceptionnels du site est son occupation continue du milieu du VIe siècle av. J.-C. jusqu'au début de l'époque romaine et l'établissement d'un village en dur dès le milieu du Ve siècle av. J.-C. et le réaménagement de la butte. Le bâti apparaît extrêmement régulier sur une surface d'au moins 1,5 hectare et une bande de 200 m sur 70 m révèle une même orientation dans les constructions.
Tous les murs longitudinaux (Est-Ouest) sont en pierre liées à l'argile, alors que les briques sont exclusivement réservées aux murs de séparation, aux murs de séparation, à l'exception du sol susdit (cloisons Nord-Sud)
L'oppidum est formé d'au moins quatre quartiers constitués de maisons à pièces uniques de dimensions variables. Plusieurs voies de circulation est-ouest séparent les îlots d'habitation. Enfin, une série de plusieurs remparts successifs (deux voire trois) protégera un site qui atteindra 4-5 hectares et sera le plus grand centre indigène de la partie occidentale de la Nerthe.
Une centaine de fosses à vocation rituelle ou cultuelle, dont 38 fosses pour la seule cabane n°5.

### Le rempart archaïque
Le premier rempart est situé sur la principale rupture de pente de la butte. Deux tours dominent cette fortification. La première fait 7x5,20 mètres et la seconde a vu ses dimensions passer de 7x7 mètres à 12x9,40 mètres. Sur la partie est, un mur épais de 1 à 2,2 mètres se rattache à l'une des tours. L'ensemble date du début du Ve siècle av. J.-C..
Cette muraille dégagée sur plus de 50 mètres forme deux tronçons encadrant la porte frontale marquant l'entrée sud du village. Une voie charretière court le long de la fortification.

### Le rempart méridional
La deuxième fortification a été reconnue sur une centaine de mètres. Elle est formée de blocs et de moellons liés par de la terre. Elle débute dix mètres au sud de la ligne défensive archaïque. Quatre ouvrages défensifs, tours et bastions, ont été retrouvés. Le but de l'ensemble est de protéger l'entrée sud de l'oppidum. La porte prend donc la forme d'un long corridor d'une quarantaine de mètres qui chemine obliquement entre une large tour et une butte rocheuse sur laquelle le rempart prend appui.

### Urbanisation et habitations
Les 1,5 hectare fouillés ont montré un strict découpage de l'espace. Ce fait traduit une volonté planificatrice des autorités de l'agglomération avec également, l'adoption d'un modèle de maisons à pièce unique. L'agencement des constructions est donc très linéaire et il intègre les nombreux affleurements de roche qui parsèment la butte. Enfin, les habitations débordent les remparts dans la partie sud de la ville.
Malgré une assez uniformité des constructions, quelques bâtiments présentent des traits plus remarquables. L'un d'entre eux présente ainsi une salle avec une surface de près de 30 m2, un portique d'entrée et une porte à doubles battants qui laisse à penser à un usage collectif ou public du lieu.

### Fosses
Situées toujours à l'intérieur des habitations, elles sont généralement de petites dimensions et sont situées à quelques centimètres en dessous du sol. Elles font en général entre 20 centimètres et 40 centimètres de diamètre, mais atteignent parfois un mètre.
À une exception près, elles ont livré des ossements d'animaux plus ou moins brûlés et toujours mélangés avec des cendres et des charbons. Seule une partie de l'animal se trouvait dans ces lieux, morceaux découpés et concassés laissant penser qu'une partie était consommée avant le rituel. Le repas et l'offrande étant liés vraisemblablement à une pratique domestiques.
Ph. Columeau du CNRS a procédé à une étude partielle de la faune de 29 fosses et obtient les résultats suivants :
- Ovis : 67,69 %
- Ovicapridé: 6,15 %
- Porc: 21,54 %
- Suidé: 3,08 %
- Cerf : 1,54 %

Ce qui laisse à penser que l'élevage du mouton devait être pour une part importante dans l'activité économique du site. Il ressort que les restes analysés montre que le bétail destiné à cette pratique était extrêmement jeune, en tout cas pas adulte.
On a retrouvé parfois divers objets dans ces fosses, dont des céramiques remplies de cendres. Le contenu des plus importantes fosses est le suivant :
- Fosse sans mobilier, mais des os longs de pattes de mouton, soigneusement disposés en cercle sur la périphérie de la fosse.
- Deux urnes indigènes à panse peignée
- Une jarre carénée à fond large ombilic décorée d'un double zigzag incisé. Plus la partie inférieure d'une urne indigène à pied annulaire.
- Petite olpé à pâte jaune et à couverte rouge
- Urne ovoïde à panse peignée
- Cruche à pâte claire et à anse remontante, graffiti sur le col : "ANA"
- Trois vases dans la même fosse : cruche à anse bifide et à bec verseur indigène; jatte carénée à fond ombiliqué indigène, décorée d'un double chevron incisé sur le col ; un bol campanien à décor de rosette de points central, forme L.A 27b; graffiti
- Grande urne indigène à épaule carénée et à décor polychrome : sur l'épaule, frise de triangles peints à l'ocre rouge, avec double trait en zigzag profondément incisé avec incrustation de colorant blanc. L'urne est complète et intacte à l'exception d'une petite perforation pratiquée à la base du col volontairement, avant l'inhumation. Dans cette urne, posée sur le fond, une petite coupelle indigène en calotte de sphère à fond ombiliqué. C'est la seule fosse ne contenant ni os, ni cendre, l'urne étant remplie de sable fin.
- Une pointe de flèche en bronze, à douille et à double aileron
- Une moitié de fibule en bronze, à pied remontant à bouton conique.
- Une hache polie en pierre verte

Seul le site de L'Arquet a livré des fosses similaires. La datation de ces fosses peut être pour la plus ancienne, non antérieure au dernier quart du Ve siècle av. J.-C. la plus grande majorité étant la fin du IIIe et le tout début du Ier siècle av. J.-C.
Ce genre de fosse rituelle n'est pas inconnu le long du littoral méditerranéen. Il en existe à Saint-Blaise.

### Mobilier
- Meules en calcaire
- Faucilles et outils en silex

Poteries
- Deux grandes jarres en terre cuite du IIe siècle av. J.-C.

Céramiques
- Céramiques tournées de Grèce et de Marseille VIe siècle & Ve siècle av. J.-C. :

S'il n'est pas possible de préciser les limites chronologiques de la céramique : phocéenne, il est certain que sa représentation est plus importante entre le deuxième quart et le dernier quart du VIe siècle av. J.-C., et elle est semblable à celle de l'oppidum de Saint-Blaise
La céramique inornée, dite à pâte claire, est en vogue vers le milieu et la fin du Ve siècle et persistera jusqu'au Ier siècle av. J.-C. Ses formes évolueront à partir de prototypes provenant d'Italie pour la plus grande partie ou encore d'Espagne et de Grèce. Céramiques qui donneront les formes nouvelles comme les coupes "pseudo-attiques" ainsi que différents types d'olpé, l'œnochoé à anse relevée en crosse, le mortier, le lécythe, et des imitations de formes campaniennes.
- Bols campaniens avec inscriptions Ritumos début IIe siècle av. J.-C.

Monnaies
Cent quatre-vingt-dix pièces de monnaie furent retrouvées sur le site et 180 pièces ont fait l'objet d'une étude. Cet ensemble date approximativement entre 250 et 50 av. J.-C. dont 85,55 % sont des émissions de Marseille correspondant à : (des petits bronzes pour 65 %, de grands et moyens bronzes pour 13,33 %, drachme pour 0,55 %, et oboles en argent pour 6,66 %), Les émissions narbonnaises représentent 3,88 % du lot, celles de Rome : 3,88 % et les pièces d'origine étrangères sont de 3,33%.

### Graffiti
Une vingtaine de graffiti, utilisation indigène de l'écriture grecque, ont été retrouvés. Il s'agit de dédicaces à une divinité locale nommée Ritumos qui sont écrites à l'époque de la formation de l'écriture gallo-grecque.

## Directeurs des fouilles
- Charles Lagrand de 1973 à 1987
- Jean Chausserie-Laprée